# الكرخ

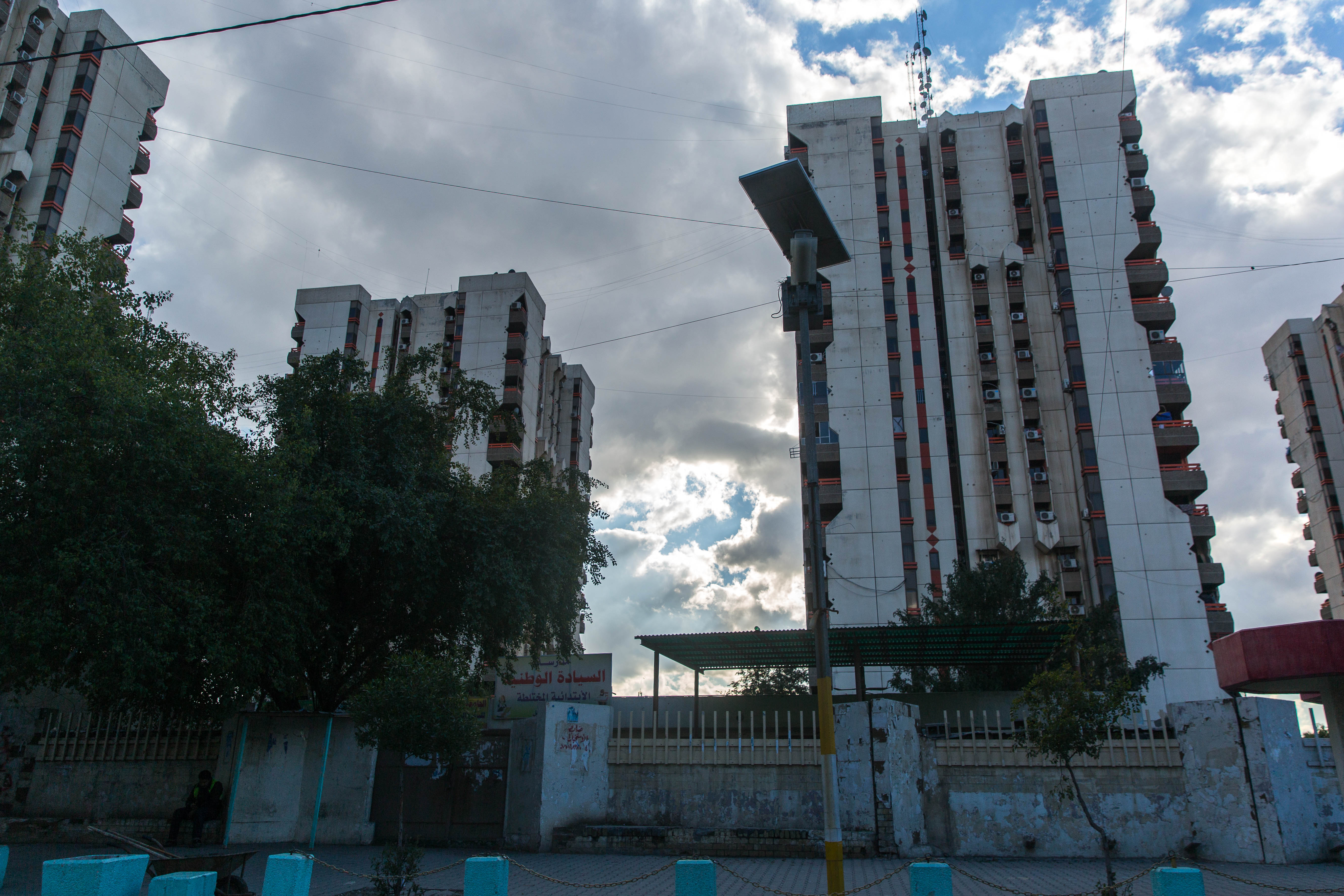
شارع حيفا في الكرخ، بغداد.

الكرخ هو الاسم التاريخي الذي يطلق على الجانب الغربي من بغداد، أو بدلاً من ذلك الشاطئ الغربي لنهر دجلة أثناء مروره عبر بغداد. فكما هو معلوم يمر نهر دجلة ببغداد فيقسمها قسمين، كل قسم يقال له صَوْب، الجانب الشرقي صوب الرصافة، والجانب الغربي صوب الكرخ، يوجد في الكرخ العديد من المناطق الحيوية للعاصمة العراقية، ومنها الكاظمية والصالحية وشارع حيفا والعامرية والشعلة.
ويقع في جانب الكرخ عدد من المنشأت المهمة مثل مطار بغداد الدولي.
ذكر الإمام السيوطي في كتابه تاريخ الخلفاء: أن فيضانا حدث في جانب الكرخ سنة 270 هجرية في زمن الخليفة المعتمد على الله.[بحاجة لمصدر]

## التقسيم الإداري
| القضاء         | النواحي                                      |
| -------------- | -------------------------------------------- |
| قضاء الكرخ     | ناحية المأمون، ناحية المنصور                 |
| قضاء الكاظمية  | ناحية التاجي، ناحية الحرية                   |
| قضاء الشعلة    | ناحية ذات السلاسل، ناحية الجوادين            |
| قضاء المحمودية | ناحية الرشيد، ناحية اليوسفية، ناحية اللطيفية |
| قضاء أبو غريب  | ناحية النصر والسلام                          |
| قضاء الطارمية  | ناحية العباجي، ناحية المشاهدة                |

## أعلام
- معروف الكرخي
- حبيب العجمي